# Hemisaga lucifer
Hemisaga lucifer är en insektsart som beskrevs av Rentz, D.C.F. 1993. Hemisaga lucifer ingår i släktet Hemisaga och familjen vårtbitare. IUCN kategoriserar arten globalt som sårbar. Inga underarter finns listade i Catalogue of Life.